# Platygaster striatifacies
Platygaster striatifacies är en stekelart som beskrevs av Peter Neerup Buhl 1996. Platygaster striatifacies ingår i släktet Platygaster och familjen gallmyggesteklar. Arten är reproducerande i Sverige. Inga underarter finns listade i Catalogue of Life.